# William A. Wellman
William Augustus Wellman (Brookline, 29 febbraio 1896 – Los Angeles, 9 dicembre 1975) è stato un regista statunitense.

## Biografia
Discendente di uno dei firmatari della Dichiarazione d'indipendenza degli Stati Uniti d'America, Wellman era figlio di un agente di cambio e sua madre si occupava del reinserimento di giovani delinquenti. Buon giocatore di hockey, era però un adolescente turbolento, tanto che a 17 anni fu espulso da scuola per aver ferito il preside alla testa. Dopo aver rinunciato agli studi, tentò diversi mestieri senza successo, finché venne notato da Douglas Fairbanks mentre recitava in un teatro di Boston. Nei piani di Wellman non c'era però la carriera di attore, bensì l'ambizione di diventare pilota, così si arruolò nell'esercito che lo mandò a fare l'aviatore dopo un corso di addestramento. Spericolato e coraggioso, combatté numerose battaglie, finché venne ferito e rimandato in patria, diventando insegnante di tecniche di combattimento alla scuola di volo.
Finita la guerra, scoprì che Douglas Fairbanks non si era dimenticato di lui, e questa volta non esitò ad accettare di recitare nel cinema; tuttavia il ruolo dell'attore non gli piaceva (anzi, sarà sempre famoso per la sua idiosincrasia per gli attori, compresi quelli che lavoreranno per lui) e circa un anno dopo chiese al suo mentore di aiutarlo a diventare regista. Nel 1920 andò a lavorare per la Fox, dapprima come fattorino, poi come assistente di montaggio, assistente al regista della seconda unità, fino al debutto ufficiale nel 1923. Per quattro anni girò opere minori, poi nel 1927 diresse Ali, con un giovane Gary Cooper, e conquistò il primo Oscar al miglior film della storia del cinema.
In contrasto con i suoi primi successi professionali, la sua vita privata era problematica: nel 1928 era già stato sposato due volte e un'altra donna sarebbe seguita, prima di trovare nel suo quarto matrimonio con la ballerina Dorothy Coonan (celebrato nel 1934), l'equilibrio che gli mancava. Nel 1931 girò Nemico pubblico, celebre film di gangster con James Cagney, dopo il quale inanellò alcuni film meno prestigiosi, fino al 1937 quando scrisse e diresse  È nata una stella, che gli fece ottenere il suo secondo Oscar alla migliore sceneggiatura originale (del film ci sono due remake, il più celebre dei quali è quello di George Cukor del 1954).
Il suo più grande capolavoro vede la luce nel 1943, Alba fatale, tratto dal romanzo di Walter Van Tilburg Clark, primo western che scardina il mito della frontiera e del cow-boy. A questo film seguono numerose altre opere, di genere bellico e di avventura, tra le quali Donne verso l'ignoto (1951), un western decisamente atipico. Il suo addio alle scene risale al 1958 con il film semi-biografico La squadriglia Lafayette, incentrato proprio sulla squadriglia in cui aveva combattuto da giovane.
Morì nel 1975 di leucemia.

## Filmografia

### Regista
- Twins of Suffering Creek, regia di Scott R. Dunlap - non accreditato (1920)
- The Man Who Won (1923)
- Second Hand Love (1923)
- Big Dan (1923)
- Cupid's Fireman (1923)
- Not a Drum Was Heard (1924)
- The Vagabond Trail (1924)
- The Circus Cowboy (1924)
- When Husbands Flirt (1925)
- The Boob (1926)
- Maschere russe (You Never Know Women) (1926)
- The Cat's Pajamas (1926)
- Ali (Wings) (1927)
- La squadriglia degli eroi (The Legion of the Condemned) (1928)
- Ladies of the Mob (1928)
- I mendicanti della vita (Beggars of Life) (1928)
- Chinatown Nights (1929)
- The Man I Love (1929)
- Woman Trap (1929)
- Dangerous Paradise (1930)
- L'aquila grigia (Young Eagles) (1930)
- Maybe It's Love (1930)
- Donne di altri uomini (Other Men's Women) (1931)
- Nemico pubblico (The Public Enemy) (1931)
- L'angelo bianco (Night Nurse) (1931)
- The Star Witness (1931)
- L'isola della perdizione (Safe in Hell) (1932)
- L'uomo dalla scure (The Hatchet Man) (1932)
- So Big! (1932)
- Love Is a Racket (1932)
- The Purchase Price (1932)
- I conquistatori (The Conquerors) (1932)
- Silenzio sublime (Frisco Jenny) (1932)
- Ala errante (Central Airport), co-regia di Alfred E. Green (1933)
- Lilly Turner (1933)
- Eroi in vendita (Heroes for Sale) (1933)
- Mary a mezzanotte (Midnight Mary) (1933)
- Selvaggi ragazzi di strada (Wild Boys of the Road) (1933)
- College Coach (1933)
- Female, regia di Michael Curtiz (1933)
- Distruzione (Looking for Trouble) (1934)
- Viva Villa! (1934)
- Stingari il bandito sentimentale (Stingaree) (1934)
- The President Vanishes (1934)
- Il richiamo della foresta (The Call of the Wilde) (1935)
- Robin Hood dell'Eldorado (The Robin Hood of El Dorado) (1936)
- La provinciale (Small Town Girl) (1936)
- La fuga di Tarzan (Tarzan Escapes) (1936)
- È nata una stella (A Star Is Born) (1937)
- Nulla sul serio (Nothing Sacred) (1937)
- Le avventure di Tom Sawyer (The Adventures of Tom Sawyer) (1938)
- Men with Wings (1938)
- Beau Geste (1939)
- La luce che si spense (The Light That Failed) (1939)
- Reaching for the Sun (1941)
- Condannatemi se vi riesce! (Roxie Heart) (1942)
- L'ispiratrice (The Grat Man's Lady) (1942)
- Sparvieri di fuoco (Thunder Birds) (1942)
- Le stelle hanno paura (Lady of Burlesque) (1943)
- Alba fatale (The Ox-Bow Incident) (1943)
- Buffalo Bill (1944)
- This Man's Navy (1945)
- I forzati della gloria (The Story of G.I. Joe) (1945)
- L'ultimo orizzonte (Gallant Journey) (1946)
- La città magica (Magic Town) (1947)
- Il sipario di ferro (The Iron Curtain) (1948)
- Cielo giallo (Yellow Sky) (1948)
- Bastogne (Battleground) (1949)
- La prossima voce (The Next Voice You Hear...) (1950)
- The Happy Years (1950)
- Il cacciatore del Missouri (Across the Wide Missouri) (1951)
- It's a Big Country: An American Anthology (1951)
- Donne verso l'ignoto (Westward the Women) (1951)
- Il mio uomo (My Man and I) (1952)
- L'isola nel cielo (Island in the Sky) (1953)
- Prigionieri del cielo (The High And The Mighty) (1954)
- Il circo delle meraviglie (Ring of Fear) (1954)
- Light's Diamond Jubilee (1954)
- La belva (Track of the Cat) (1954)
- Oceano rosso (Blood Alley) (1955)
- Addio, lady (Goodbye, My Lady) (1956)
- Commandos (Darby's Rangers) (1957)
- La squadriglia Lafayette (Lafayette Escadrille) (1958)

### Produttore
- La squadriglia degli eroi (The Legion of the Condemned), regia di William A. Wellman (1928)
- Ladies of the Mob, regia di William A. Wellman (1928)
- Men with Wings, regia di William A. Wellman (1928)
- Beau Geste, regia di William A. Wellman (1939)
- La luce che si spense (The Light that Failed), regia di William A. Wellman (1939)
- La squadriglia Lafayette (Lafayette Escadrille), regia di William A. Wellman (1958)

### Sceneggiatore
- L'ultimo gangster (The Last Gangster), regia di Edward Ludwig (1937)

### Attore
- Douglas l'avventuriero dilettante (The Knickerbocker Buckaroo), regia di Albert Parker (1919)